# Margot Thien
Margot A. Thien (ur. 29 grudnia 1971 w San Diego) – amerykańska pływaczka synchroniczna, mistrzyni olimpijska.
Na pływackich mistrzostwach świata rozgrywanych w 1994 oraz na igrzyskach panamerykańskich rozgrywanych w 1995 roku zdobyła tytuły mistrzyni w konkurencji drużyn. W 1996 uczestniczyła w igrzyskach olimpijskich w Atlancie, gdzie udało się zdobyć razem z innymi koleżankami z kadry złoty medal (Amerykanki uzyskały ostatecznie rezultat 99,720 pkt).